# Economia de Fiji

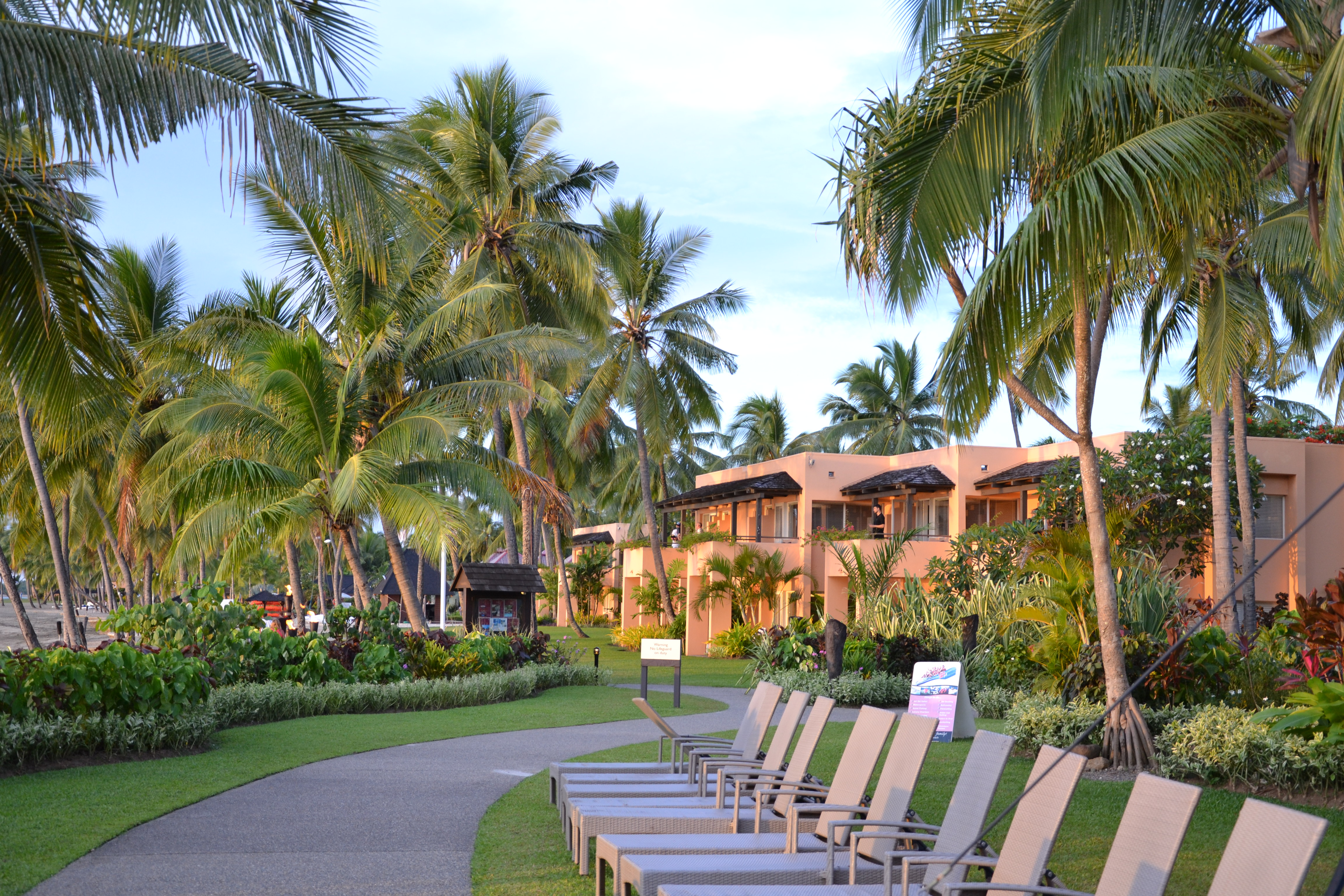
Hotel Sheraton Resort, en Denarau.

Fiji, dotada de recursos forestals, minerals i de pesca, és una de les economies més desenvolupades el Pacífic. Les exportacions de sucre, les remeses dels seus ciutadans residents a l'estranger i una creixent indústria de turisme –que rep de 400 a 500 mil visitants per any– són les principals fonts de divises externes.
El principal recurs agrícola de Fiji és la canya de sucre. Aquest conreu ha donat lloc a quatre grans indústries sucreres, tres de les quals a Viti Levu. La producció de sucre representa més d'un 50% de les exportacions de Fiji. La indústria de sucre té un accés especial a la Unió Europea, però s'ha vist afectada per la política de la UE de retallada de subsidis al sucre. La producció de sucre és responsable d'un terç de l'activitat industrial del país. Altres conreus són els cocoters dels quals s'extreu copra i oli de coco, bananes, gingebre, palma d'oli i una mica de tabac per a l'exportació, arròs, mandioca, moniatos, nyam, blat de moro, cacauets, fruites i verdures diverses, per al consum interior.
La indústria manufacturera disposa de poques matèries primeres (metalls preciosos, pedra de construcció, fusta, alguns conreus i productes ramaders). L'electricitat procedeix de centrals tèrmiques que consumeixen petroli importat.
La indústria del turisme es va veure afectada per un cop d'estat en el 2006 i la recuperació és incerta. El 2007 l'arribada de visitants va caure un 6%, i això va resultar en pèrdues d'ocupació en el sector i una caiguda del 7% del PIB. Hom obté un complement alimentari de la ramaderia i també de la pesca, la industrialització de la qual es modernitza. S'extreu or a Vatukuola.